# First Blood (Band)
First Blood ist eine 2002 gegründete US-amerikanische Hardcore-Punk-Band aus der San Francisco Bay Area. Sie benannte sich nach dem gleichnamigen Film First Blood, der in der deutschen Fassung unter dem Titel Rambo erschienen ist.

## Geschichte
First Blood wurde von Carl Schwartz und Doug Weber, die damals beide Mitglieder von Terror waren, gegründet. Noch bevor Carl Schwartz seine andere Band Terror verließ, bot Trustkill Records ihm einen Vertrag an, den er und First Blood jedoch erst im Januar 2006 annahmen. Ihr Album Killafornia wurde im Mai 2006 veröffentlicht. Im Sommer 2006 war First Blood als Vorband von Agnostic Front zum ersten Mal auf Europatour.
Im Dezember 2006 kündigte Kyle Dixon an, nicht mehr mit First Blood auf Tour gehen zu können, aber trotzdem die Band weiter beim Songschreiben unterstützen zu wollen. Da zudem Daniel Fletcher, der zweite Gitarrist, die Band verließ, übernahm Manuel Peralez seine Position. Neu hinzu kamen Danny Payne am Bass und Rhett Hornberger am Schlagzeug.
Der Sänger Carl Schwartz übernahm im April 2007 aushilfsweise die Position des Sängers von Born from Pain und blieb vorerst in Europa. Sein Nachfolger bei Born from Pain wurde aber nach kurzer Zeit gefunden und Carl Schwartz konnte sich wieder auf First Blood konzentrieren.

## Stil
Das Weblog Wasteofmind beschrieb den Klang der Band als „schnelle, gebellte Vocals, brutale Breakdowns, viel Mosh, viele Riff-Gewitter“ und zog Vergleiche zu Terror und den frühen Hatebreed.

## Diskografie
- 2003: First Blood (EP, District 36 Records)
- 2005: Split-EP mit Blacklisted (Deathwish Inc.)
- 2006: Killafornia (Trustkill Records)
- 2010: Silence Is Betrayal (Bullet Tooth Records)
- 2017: Rules (Pure Noise Records)